# السياحة في كوريا الشمالية

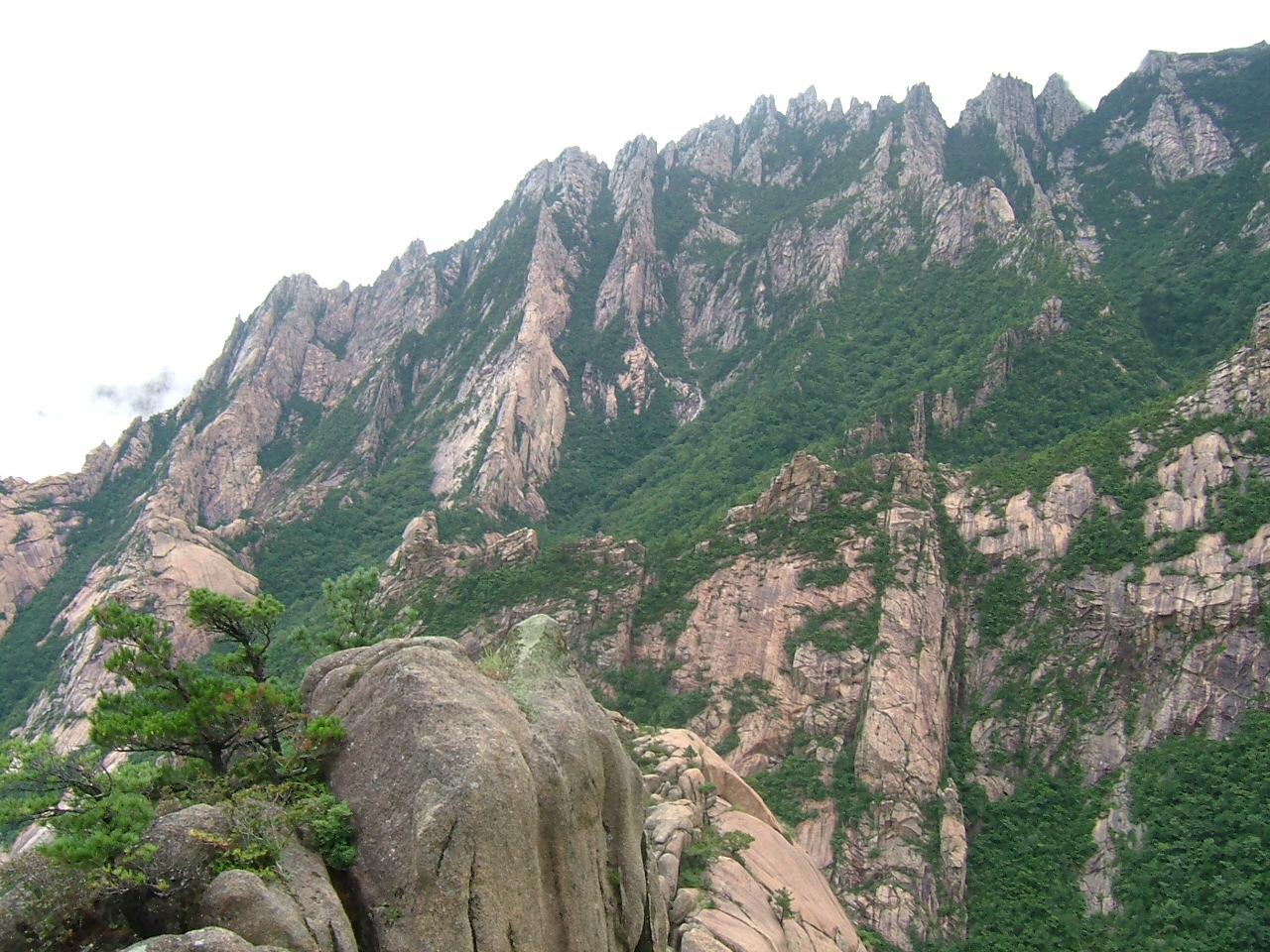
جبل كومكانغ

تخضع السياحة في كوريا الشمالية لسيطرة صارمة من قبل الحكومة الكورية الشمالية. تنظم السياحة بالكامل من قبل العديد من مكاتب السياحة المملوكة للدولة، بما في ذلك شركة كوريا الدولية للسفر (KITC)، وشركة كوريا الدولية للسفر الرياضي (KISTC)، وشركة كوريا الدولية لسياحة التايكوندو (KITTC)، وشركة كوريا الدولية للسفر الشبابي (KIYTC). أغلب السياح هم من الرعايا الصينيين: أشار أحد التقديرات لعام 2019 إلى أن ما يصل إلى 120 ألف سائح صيني زاروا كوريا الشمالية في العام السابق، مقارنة بأقل من 5000 سائح من الدول الغربية.
ردًا على جائحة كوفيد-19 في كوريا الشمالية، أغلقت كوريا الشمالية حدودها أمام السياح الأجانب في 22 يناير 2020. اعتبارًا من أبريل 2021، قُدِّرت الخسائر الاقتصادية الناتجة بما لا يقل عن 175 مليون دولار أمريكي. في يناير 2024، أُعلن أنه سيتم السماح لمجموعة من السياح الروس بدخول البلاد، وهم أول سائحين منذ إغلاق الحدود.

## التاريخ والنظرة العامة

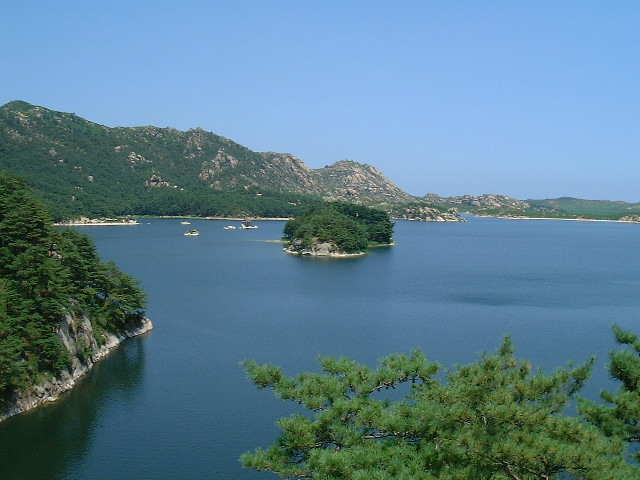
بحيرة ساميلبو: إحدى البحيرات الجبلية في منطقة جبل كومغانغ بكوريا الشمالية

بدأت السياحة في كوريا الشمالية تتطور في ثمانينيات القرن العشرين، حيث تأسست الإدارة الوطنية للسياحة في كوريا الشمالية وانضمت البلاد إلى منظمة السياحة العالمية التابعة للأمم المتحدة (UNWTO). بنى فندق تشونجنيون (بالكورية، 청년) في عام 1989 بمناسبة مهرجان الشباب والطلاب العالمي، وكان رابع مكان إقامة عالي السعة يتم بناؤه في بيونج يانج منذ الحرب الكورية وأول فندق يتم بناؤه خصيصًا مع وضع السياح الأجانب في الاعتبار. هذا الفندق، أحد أقدم الفنادق العاملة في البلاد، لا يزال مصنفًا كفندق "أساسي". يحظى فندق يانغكدو الدولي المكون من سبعة وأربعين طابقًا بتقييمات أفضل؛ حيث تم بناؤه من قبل شركة إنشاءات فرنسية بين عامي 1986 و1992، على الرغم من أنه لم يتم افتتاحه إلا في عام 1995. مع ألف غرفة ومطعم دوار في الطابق العلوي، يعد هذا الفندق الأكبر والأكثر زيارة من قبل الضيوف الدوليين. وكان فندق ريوغيونغ أقل حظا: حيث بدأ بناؤه في عام 1987، وتوقف بناؤه في عام 1992 بسبب الأزمة الاقتصادية التي عصفت بالبلاد في أعقاب تفكك الاتحاد السوفييتي. استؤنف البناء في عام 2008، وتم الانتهاء من الجزء الخارجي في عام 2011، وتم الإعلان عن الافتتاح الجزئي في عام 2013 ولكن تم إلغاؤه، وفي عام 2024 كانت الحكومة تبحث عن مشغل كازينو على استعداد لإكمال المبنى مقابل الأرباح من الكازينو.
افتتحت مدرسة المرشدين السياحيين والمترجمين في 5 فبراير 1987 لتدريب المرشدين السياحيين المتقنين للغات الأجنبية.
في عام 1998، فتح جبل كومكانج بالقرب من الحدود الجنوبية أمام الزوار الكوريين الجنوبيين واستقبل ما يقرب من مليوني سائح كوري جنوبي بين عامي 1998 و2008. تأسست منطقة جبل كومكانغ السياحية، التي كانت تُدار بشكل مشترك من قبل حكومتي كوريا الشمالية والجنوبية، في عام 2002، ولكن السياحة الكورية الجنوبية إلى المنطقة توقفت بعد إطلاق جندي كوري شمالي النار على مواطن كوري جنوبي هناك في عام 2008. أعلنت الحكومة الكورية الشمالية عن خططها لهدم جميع المنشآت التي بنتها كوريا الجنوبية في المنطقة في عام 2019، وستختفي معظم المنشآت بحلول عام 2024. إعلن عن إغلاق إدارة منطقة جبل كومكانغ السياحية، وهو مكتب تابع للحكومة الكورية الشمالية، في عام 2024.
في عام 2001، أقامت كوريا الشمالية علاقات رسمية مع إسبانيا وأرسلت بعثة دبلوماسية إلى مقر منظمة السياحة العالمية في مدريد، لاكتساب المعرفة وتطوير الاتصالات.
افتتحت حديقة رونجرا الشعبية للترفيه، وهي حديقة ترفيهية تضم دولفيناريوم على جزيرة رونجرا في بيونج يانج، في عام 2012. إعلنت السياسة الجديدة لبيونغجين في عام 2013، بهدف تطوير كل من برنامج الأسلحة النووية والاقتصاد، بما في ذلك السياحة مع التخطيط التنموي على مستوى البلاد. وهكذا سعت كوريا الشمالية إلى بناء البنية الأساسية للسياحة في السنوات الأخيرة: افتتح منتجع ماسيكريونج للتزلج ومركز يانغدوك هوت سبرينج الثقافي الترفيهي في عامي 2013 و2019 على التوالي. من المرجح أن يفتتح منتجع وونسان المتوقف منذ فترة طويلة والمهجور منذ فترة طويلة على الساحل الشرقي، بدأ المشروع في عام 2018، ومن المرجح أن يفتتح في مايو 2025: تم إعطاء الأولوية لإنجازه حتى فوق إعادة بناء المناطق المتضررة من الفيضانات في الجزء الشمالي من البلاد؛ يشير حجمه إلى أنه تم التخطيط له مع وضع السياح الصينيين في الاعتبار.
أصبحت مدرسة المرشدين السياحيين والمترجمين لعام 1987 كلية بيونج يانج للسياحة في أبريل 2014 وتم توسيع منهجها للمرشدين السياحيين من خلال التدريب على إدارة السياحة والإدارة السياحية، مع بعض خيارات التعليم عبر الإنترنت، والتدريب في الخارج لمدة تتراوح من 3 إلى 6 أشهر للمحاضرين، والمحاضرين الأجانب الزائرين الذين يقدمون تعليمًا لغويًا ومتخصصًا لكل من الطلاب والمعلمين. في عام 2016، وبالارتباط بوكالة افعل ذلك، بدأت في استقبال مدرسين متطوعين لمدة أسبوع أو أسبوعين، لتدريس اللغة الإنجليزية والصينية.
وتسعى الحكومة أيضًا إلى تطوير أنواع أخرى من السياحة إلى جانب مشاهدة المعالم الوطنية الأساسية مثل بانمونجوم (حيث تم توقيع الهدنة عام 1953 التي أنهت الحرب الكورية)، أو كايسونج أو المدن الخاصة نامبو. وتقدم أنشطة بديلة مثل المشاركة في ماراثون بيونج يانج (المفتوح للمحترفين الأجانب منذ عام 2000 وللهواة الأجانب منذ عام 2014) أو جولات ركوب الأمواج، وفي عام 2019 اتجهت نحو السياحة العلاجية: تأسست شركة تبادل السياحة العلاجية في ديسمبر 2019 أو قبله بقليل لإدارة تطوير العيادات الصحية التي تستهدف السياح.
اعتبارًا من عام 2021، تشير التقديرات إلى أن كيم جونج أون أنفق 7.8 مليار دولار أمريكي على تجديد الفنادق ووسائل الراحة السياحية. وفي عام 2023، أصدر قانونًا بشأن تنشيط السياحة.

### السياسة وراء الدفع بالسياحة
نتيجة للعقوبات الاقتصادية الدولية، أصبح اقتصاد البلاد في حاجة ماسة إلى العملات الأجنبية؛ والسياحة هي واحدة من القطاعات الاقتصادية القليلة التي لم تتأثر إلى حد كبير بعقوبات الأمم المتحدة. ويأمل النظام أيضًا في ركوب الموجة المزدهرة التي رفعت السياحة العالمية في شرق آسيا منذ العقد الأول من القرن الحادي والعشرين وحتى بشكل أكثر إثارة في العقد الثاني من القرن الحادي والعشرين.
لذلك استثمرت الحكومة بكثافة في جوانب مختلفة من السياحة، مع بعض النتائج: على الرغم من أن غياب الإحصاءات الرسمية لا يسمح برؤية واضحة لنتائج كوريا الشمالية فيما يتعلق باستراتيجيتها السياحية، فمن المقدر أن عائدات السياحة زادت بنحو 400 في المائة بين عامي 2014 و 2019. وقد وفر هذا عائدات وعملة أجنبية للنظام، حتى أغلقت البلاد حدودها أمام المسافرين الدوليين في يناير/كانون الثاني 2020.
ولكن حتى قبل الوباء، كان عدد الزوار الأجانب أقل بشكل ملحوظ لتبرير مثل هذه الاستثمارات الضخمة؛ وتكلفة خدماتهم تجعلها غير متاحة تمامًا للكوريين الشماليين خارج الهامش الضيق من الأثرياء للغاية. على سبيل المثال، الإقامة لليلة واحدة مقابل 1500 دولار (التكلفة في عام 2021) في غرفة كبار الشخصيات في فندق هيانجسان، وهو ما يتوافق مع ما يقرب من 85٪ من متوسط الدخل السنوي لكوريا الشمالية. من الخارج، يُنظر إلى هذه المنشآت السياحية الفخمة باعتبارها "مشروعًا دعائيًا مرموقًا للنظام الكوري الشمالي.
المنشقون، وهم الوحيدون الذين يستطيعون التحدث بحرية، يعارضون في الغالب السياحة الأجنبية. ووجهة نظرهم هي أن الدخل من السياحة يخدم إطالة أمد النظام ودعمه، وليس الشعب. بالإضافة إلى ذلك، لا يُسمح للمواطن الكوري الشمالي العادي بأي اتصال مع السياح (ويتعرض لخطر كبير إذا تم فرض مثل هذا الاتصال عليه)، وبالتالي فإن السياح لديهم تأثير ضئيل للغاية، إن وجد، على تغيير وجهات نظر الكوريين الشماليين حول بقية العالم وحول التنمية الفعلية لبلدهم أو عدم وجودها؛ والأشخاص القلائل الذين يُسمح لهم بالاقتراب من السياح يعرفون بالفعل ما يكفي عن العالم الخارجي. وعلاوة على ذلك، لا يُسمح للسياح برؤية أسلوب الحياة المعتاد في البلاد، ناهيك عن أسوأ ما في الأمر، لذا فإنهم يعودون إلى أوطانهم بمفاهيم خاطئة عن الواقع في كوريا الشمالية. ويذهب أحد المنشقين إلى حد القول بأن "التأثيرات الإيجابية للسياحة في كوريا الشمالية تبلغ نحو 1% والتأثيرات السلبية 99%". ولكن السياحة في كوريا الشمالية تواجه معضلة لا حل لها: فلكي تتمكن هذه المشاريع السياحية الضخمة من توفير العائد المتوقع على الاستثمار، فسوف يتعين على حكومة كوريا الشمالية رفع العديد من القيود الصارمة التي تفرضها على الناس والسياح؛ ويؤكد أحد المنشقين أن "إذا فعلت الحكومة ذلك، فسوف يكون للسياحة تأثير أكبر كثيراً على الناس".

## القيود والتحذيرات

### التسجيل عند الوصول
يجب على المسافرين التسجيل لدى السلطات الحكومية في كوريا الشمالية خلال 24 ساعة من وصولهم. يتم ذلك من خلال المنظمة المضيفة أو الفندق الذي يقيمون فيه.

### التواصل مع السكان المحليين
كانت التفاعلات بين السياح الأجانب والسكان المحليين خاضعة لسيطرة صارمة تاريخيًا. في عام 2024، يعتبر التحدث إلى الكوريين الشماليين دون إذن تجسسًا (ويُعاقب عليه على هذا النحو).

### الاتصالات الدولية
اعتبارًا من يناير 2013، أصبح بإمكان الأجانب شراء بطاقات SIM في مطار بيونج يانج، مما يوفر لهم إمكانية الوصول إلى المكالمات الدولية.
وبما أن الكوريين الشماليين يتعرضون لعقوبات شديدة عند إجراء (أو استقبال) مكالمات دولية، أو مشاهدة أي برامج أو مقاطع فيديو أجنبية، وما إلى ذلك، فإن الزوار يعرضون السكان المحليين لخطر شديد بمجرد إظهار هذه الأجهزة لهم، ناهيك عن إقراضهم هواتفهم وأجهزة آي بود وغيرها من الأجهزة المماثلة.
لا يُسمح بالهواتف الفضائية والطائرات بدون طيار.
لا يُسمح بالأدب الغربي حول كوريا الشمالية. ولا توجد أدلة سفر حول كوريا الشمالية أو كوريا الجنوبية أو اليابان. ولا ينطبق نفس الأمر على المواد الإباحية، أو المحتوى الديني، أو أي شيء ينتقد الحكومة الكورية الشمالية. يقوم موظفو الجمارك بفحص محركات أقراص المسرى التسلسلي العام (USB) والأقراص المضغوطة وأقراص دي في دي والأجهزة اللوحية وأجهزة الكمبيوتر المحمولة والهواتف الذكية والكاميرات الرقمية والأجهزة الإلكترونية الأخرى بدقة عند الوصول.

### استخدام العملة المحلية
يُحظر على الأجانب استخدام الوون الكوري الشمالي: يجب عليهم استخدام العملات الأجنبية. اليورو هو العملة الأجنبية الأكثر قبولاً على نطاق واسع؛ كما يتم قبول الدولار الأمريكي واليوان الصيني على نطاق واسع أيضاً. يعد استبدال العملات أمرًا صعبًا؛ ولا يمكن للزوار استخدام أجهزة الصراف الآلي أو الشيكات السياحية أو بطاقات الخصم والائتمان، ويُنصح بأخذ ما يكفي من النقود الأجنبية لرحلتهم في فئات صغيرة.

### الاحترام تجاه زعماء كوريا الشمالية والأمة
وتؤكد البعثة الدبلوماسية السويدية لدى كوريا الشمالية أن السلطات الكورية الشمالية تعتبر ازدراء الأمة الكورية الشمالية وقادتها ورموزها مثل علمها الوطني وصور قادتها والملصقات الدعائية وما إلى ذلك أمراً مسيئاً للغاية. هناك قدر ضئيل للغاية من التسامح مع ما تعتبره الحكومة سلوكًا مزعجًا، وقد يؤدي هذا إلى السجن لفترة طويلة أو الأشغال الشاقة أو الموت (انظر أوتو وارمبير).
يُنصح الزوار بتجنب الإشارة إلى البلاد باسم "كوريا الشمالية" واستخدام DPRK (جمهورية كوريا الشعبية الديمقراطية) بدلاً من ذلك.

### التسوق
لا يُسمح للزوار بالتسوق في أي مكان آخر غير المتاجر المخصصة للأجانب.

### التقاط الصور
يعتبر التقاط الصور لأي شيء بخلاف المواقع السياحية العامة المخصصة لذلك بمثابة تجسس (ويعاقب عليه القانون على هذا الأساس). يجب على الزوار دائمًا أن يطلبوا الإذن من مرشدهم المعين قبل التقاط الصور، وخاصة صور الأشخاص، بما في ذلك المرشدين. ومن بين المواضيع الحساسة بشكل خاص: أي شيء يتعلق بالمناطق العسكرية الكورية الشمالية، والممتلكات العسكرية، والجنود؛ ومشاهد الفقر؛ ومواقع البناء.
يجب أن تشمل صور التماثيل التمثال بأكمله؛ ويُمنع التقاط صور مقربة لرأس التمثال.

### قوانين الموضة واللباس
القانون المتعلق بالموضة وقواعد اللباس صارم للغاية بالنسبة للكوريين الشماليين، ولكنه أكثر مرونة بالنسبة للسياح الأجانب. يُسمح بارتداء السراويل القصيرة والملابس الخفيفة في الصيف.
يوجد مكانان فقط في البلاد لديهما متطلبات صارمة فيما يتعلق بالملابس، حيث يجب أن تُرى الملابس على أنها مناسبة ومحترمة: في نصب مانسوداي الكبير، يجب على الرجال ارتداء سراويل طويلة وأحذية مغلقة (الأحذية الرياضية وأحذية السفر/المشي لمسافات طويلة مقبولة ولكن يُمنع ارتداء الصنادل أو الصنادل المفتوحة). يُطلب من النساء ارتداء سراويل طويلة أو تنورة/فستان يصل إلى أسفل الركبتين؛ كما يُسمح بارتداء الأحذية المفتوحة والأحذية الرياضية ولكن ليس الصنادل أو الصنادل.
تتطلب زيارة قصر الشمس كومسوسان في بيونغ يانغ ارتداء السراويل (للرجال) والفساتين أو التنانير التي تصل إلى الركبة (للنساء) مع قميص أو بلوزة (غير شفافة)؛ تحظى الملابس الرسمية بتقدير أكبر، ولكن يتم قبول الملابس غير الرسمية الأنيقة أيضًا طالما يرتدي الشخص قميصًا بأزرار مع طوق. يُمنع ارتداء الجينز والسراويل الممزقة والشورتات والتنانير القصيرة والنعال والصنادل.
في منتزه مونسو المائي، يتم توفير ملابس السباحة المقبولة مقابل رسوم الدخول.

### المواطنون الأمريكيون والكنديون
في الأول من فبراير/شباط 2017، أصدرت الولايات المتحدة تحذير سفر للمواطنين الأميركيين، محذرة الزائرين المحتملين من لقاءات ومخاطر سابقة في كوريا الشمالية. منذ 1 سبتمبر 2017، حظرت وزارة الخارجية الأمريكية استخدام جوازات السفر الأمريكية (باستثناء تلك التي تتمتع بصلاحية خاصة) للسفر إلى كوريا الشمالية، بحجة أن المواطنين الأمريكيين تعرضوا للاعتقال والاحتجاز لفترة طويلة بسبب أفعال لا تشكل سببًا للاعتقال في الولايات المتحدة أو دول أخرى. كما ذكرت وزارة الخارجية الأمريكية أنها تلقت تقارير عن قيام السلطات الكورية الشمالية باحتجاز مواطنين أمريكيين دون توجيه اتهامات إليهم وعدم السماح لهم بمغادرة البلاد. اعتقلت كوريا الشمالية مواطنين أمريكيين كانوا جزءًا من جولات منظمة.
اعتبارًا من أكتوبر 2024، توصي كندا بتجنب السفر إلى كوريا الشمالية (أعلى مستوى من التوصيات الأمنية).

### المواطنون الكوريون الجنوبيون
اعتبارًا من عام 2024، لا تزال كوريا الشمالية في حالة حرب من الناحية الفنية مع كوريا الجنوبية. تم اعتماد قانون حماية اللغة الثقافية في بيونج يانج في 18 يناير 2023، ويجرم اللغة العامية الكورية الجنوبية؛ وتشمل العقوبات المحتملة عقوبة الإعدام.

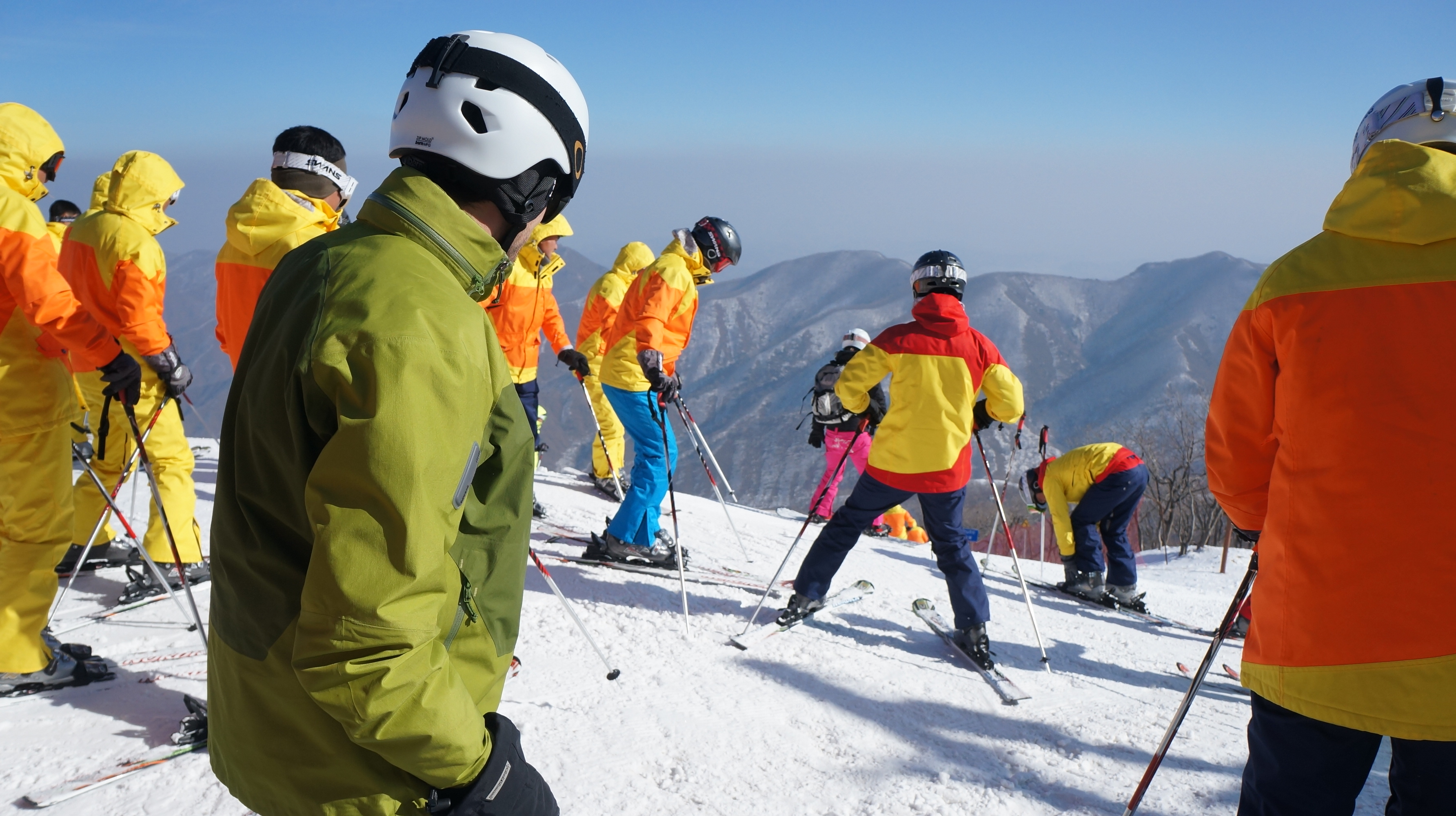
السياح الأجانب في منتجع ماسيكريونج للتزلج (2014)

## جولات إرشادية
لا يُسمح بالزيارات السياحية المجانية، سواء بشكل فردي أو جماعي: الجولات المصحوبة بمرشدين إلزامية. اعتبارًا من ديسمبر 2013 كانت كوريا الشمالية مفتوحة أمام السياح خلال فصل الشتاء. افتتح منتجع ماسيكريونج للتزلج خارج مدينة وونسان في مقاطعة كانجوون في أوائل عام 2014. في حين كان السياح مقتصرين تاريخيًا على بيونج يانج، فقد تمكنت بعض الجولات مؤخرًا من التوسع إلى أجزاء أخرى من البلاد مثل راسون (والسوق هناك) تشونغجين.
يمكن للسياح السفر جواً مباشرة إلى بيونج يانج من بكين وشنيانج وشنغهاي، كما تتوفر أيضاً خدمات القطارات إلى بيونج يانج من بكين وداندونغ.

### السياح من الدول الغربية

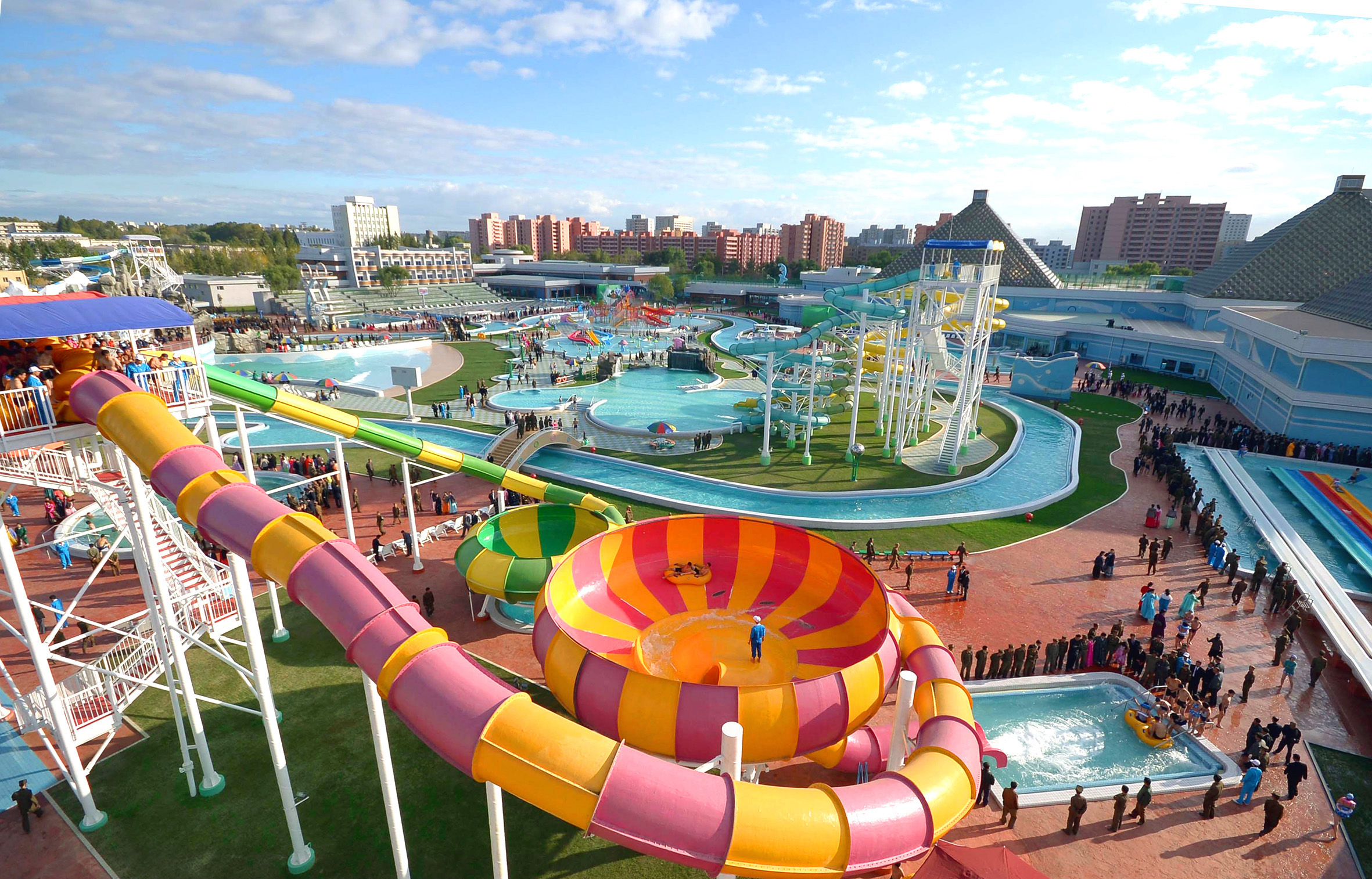
حديقة مونسو المائية

بالنسبة للغربيين، هناك عدد قليل من منظمي الرحلات السياحية الخاصة الذين يساعدون في توفير إمكانية الوصول إلى كوريا الشمالية. وتشمل هذه الشركات كوريو تورز (المعروفة بأفلامها المتعلقة بكوريا الشمالية مثل الرفيق كيم يطير والتاريخ القوي في المنطقة)؛ أوري تورز (المعروفة بدورها في رحلات دينيس رودمان وإريك شميدت إلى كوريا الشمالية)؛ لوبين ترافيل (وكالة سفر اقتصادية مقرها المملكة المتحدة ومعروفة ببطولة كوريا الديمقراطية المفتوحة للجولف للهواة)؛ روكي رود ترافيل (شركة مقرها برلين)؛ جوتشي ترافيل سيرفيسز (شركة مقرها المملكة المتحدة)؛[بحاجة لمصدر] وKTG (المعروفة بمجموعاتها الصغيرة وجولاتها ذات الأسعار المعقولة). اعتادت شركة جولات فار ريل أيضًا على تنظيم جولات لمشاهدة السكك الحديدية البخارية العاملة ومترو بيونج يانج، ولكن آخر جولة من هذا النوع كانت في عام 2019 للسكك الحديدية في إمبراطورية كيمتشي.
في عام 2016، ألقي القبض على طالب جامعي أمريكي، أوتو ورمبر، بتهمة أخذ ملصق دعائي من جدار في فندقه في بيونج يانج، وحُكم عليه بالسجن لمدة 15 عامًا. كان وارمبير مسافرًا مع شركة الرحلات السياحية الصينية يونج بايونير تورز (YPT) في جولة مدتها خمسة أيام في كوريا الشمالية. إطلق سراحه في غيبوبة في يونيو 2017 وعاد إلى الولايات المتحدة حيث توفي في 19 يونيو 2017. ونتيجة لذلك، أعلنت شركة يونج بايونير تورز أنها لن تأخذ بعد الآن مواطنين أمريكيين إلى كوريا الشمالية لأن الخطر أصبح "مرتفعا للغاية". وأعلنت شركات سياحة كورية شمالية أخرى أنها ستراجع أيضًا مواقفها بشأن قبول المواطنين الأميركيين في يوليو 2017، أعلنت الحكومة الأمريكية أنه لن يُسمح للمواطنين الأمريكيين بعد الآن بزيارة كوريا الشمالية كسائحين. دخل حظر السفر لمدة عام حيز التنفيذ في الأول من سبتمبر/أيلول 2017، ومد سنويا منذ ذلك الحين. ينتهي تمديد الحظر الأخير في 31 أغسطس 2025.

### جولات من كوريا الجنوبية

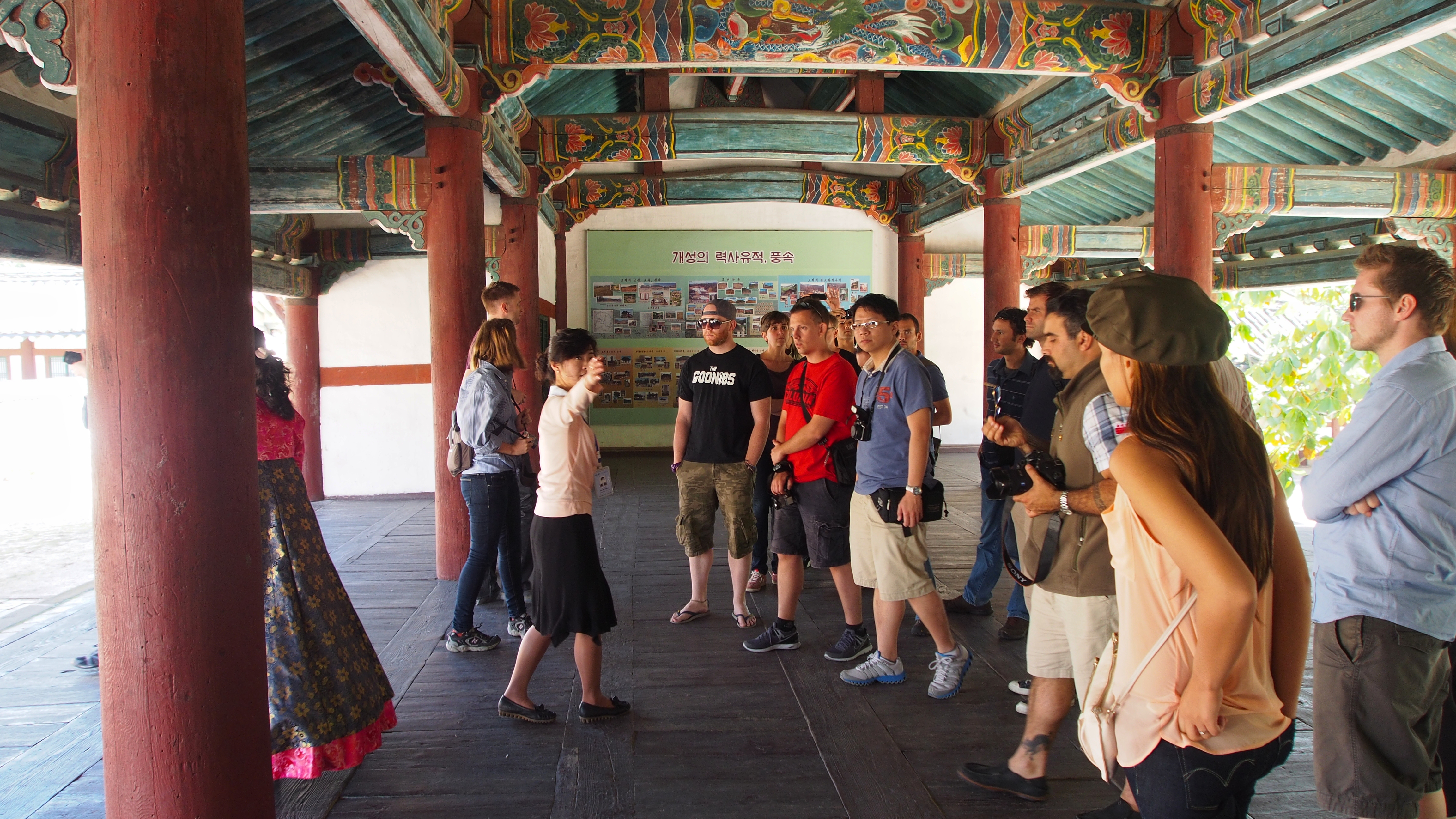
جولة في متحف كوريو في سونغ كيونغوان في كايسونج

في عام 2002، صنفت المنطقة المحيطة بجبل كومكانغ، وهو جبل خلاب يقع بالقرب من الحدود مع كوريا الجنوبية، كوجهة سياحية خاصة: منطقة جبل كومكانغ السياحية. كانت الجولات التي تنظمها شركات خاصة تجلب الآلاف من الكوريين الجنوبيين إلى جبل كومجانج كل عام قبل تعليق الجولات في أواخر عام 2008 بسبب إطلاق النار على سائح كوري جنوبي وقتله. وعندما لم تستأنف الجولات بحلول مايو/أيار 2010، أعلنت كوريا الشمالية من جانب واحد أنها ستصادر الأصول العقارية الكورية الجنوبية في المنطقة.
في يوليو 2005، توصلت شركة هيونداي الكورية الجنوبية إلى اتفاق مع حكومة كوريا الشمالية لفتح المزيد من المناطق للسياحة، بما في ذلك جبل بايكدو وكايسونج. فتحت منطقة كايسونج أمام الجولات اليومية للسياح الكوريين الجنوبيين والأجانب في ديسمبر 2007؛ حيث فرضت كوريا الشمالية 180 دولارا أمريكيا لرحلة ليوم واحد. كانت المدينة تستقبل عدة مئات من السياح كل أسبوع، معظمهم من كوريا الجنوبية.
علقت الرحلات إلى كايسونغ في ديسمبر 2008 بسبب الصراع السياسي بين كوريا الشمالية وكوريا الجنوبية فيما يتعلق بالبالونات الدعائية. إرسل البالونات المحملة بمعلومات تنتقد كيم جونغ إل والنظام الكوري الشمالي إلى كوريا الشمالية من جنوب الحدود في كوريا الجنوبية مباشرة. وعندما لم تستجب كوريا الجنوبية لمطالب كوريا الشمالية بوقف البالونات الدعائية، علقت كوريا الشمالية جولات كايسونج. استؤنفت الجولات إلى كايسونج في أبريل/نيسان 2010، ولكن علقت مرة أخرى في مايو/أيار 2010 بعد غرق الفرقيطة تشونان.[بحاجة لمصدر]

### جولات من الصين
في سبتمبر/أيلول 2008، عينت كوريا الشمالية رسميا كوجهة للجولات السياحية المنظمة للمقيمين الصينيين من قبل الحكومة الصينية.[بحاجة لمصدر] أدرجت الحكومة الصينية كوريا الشمالية باعتبارها "وجهة معتمدة" في عام 2010 وهو الوضع الذي يسهل الزيارات السياحية للمواطنين الصينيين إلى البلاد.
في أبريل 2010، قامت أول قطارات سياحية من داندونغ، الصين، بنقل الزوار إلى كوريا الشمالية في جولة مدتها أربعة أيام. قبل ذلك، كان القطار الدولي من بكين إلى بيونغ يانغ يستخدم كقطار سياحي.
في يونيو 2011، سُمح للمواطنين الصينيين بالقيام بجولة ذاتية القيادة في كوريا الشمالية لأول مرة.
اعتبارًا من يناير 2013، أصبح بإمكان السياح الآن إحضار هواتفهم المحمولة الخاصة بهم إلى كوريا الشمالية، على الرغم من أن الهاتف لا يمكنه إجراء أو تلقي مكالمات بدون بطاقة SIM كورية شمالية (والتي أصبحت متاحة للأجانب). في السابق، كان يتعين على الأجانب تسليم هواتفهم عند الحدود (أو المطار) قبل دخول البلاد.
انخفض عدد السياح الصينيين الذين زاروا كوريا الشمالية بنسبة 70 بالمئة في الفترة من عام 2010 إلى عام 2011. وأشارت إحدى وكالات السفر الصينية إلى العدد المحدود من الباقات والقيود المفروضة على الأماكن التي يمكن للسياح الأجانب السفر إليها باعتبارها الأسباب الرئيسية لعدم الاهتمام. تتوفر فقط العاصمة بيونج يانج وجبل كومكانج في برامج الرحلات الصينية. في عام 2012، زار 237 ألف سائح صيني كوريا الشمالية؛ وتجاوز عددهم 350 ألفًا في عام 2019، وهو أعلى رقم على الإطلاق، حيث حققوا حوالي 175 مليون دولار في ذلك العام، وكانت الصين مسؤولة عن حوالي 95% من هذا الإجمالي. لكن معظم السياح الصينيين يزورون البلاد لمدة تقل عن أسبوع، وقليل منهم فقط يقومون برحلة ثانية.
يمكن الوصول إلى أماكن مختلفة من الجانب الصيني، مثل ناميانغ والأديرة في تشيلبوسان (هامغيونغ الشمالية، كوريا الشمالية) من تومين (جيلين، الصين). في عام 2011، كان من المقرر أن تبدأ خدمة قطار تومين-كوريا.
على الرغم من أن المقامرة محظورة على مواطني كوريا الشمالية، إلا أن هناك كازينوهين في كوريا الشمالية لسوق السياحة الصينية: فندق وكازينو إمبريال في راسون وكازينو بيونج يانج في فندق يانجكدو الدولي في بيونج يانج.
افتتحت مدينة تشانغباي ميلينيوم كليف، الواقعة على الحدود مع الصين، في عام 2021، مما سمح للزوار بإلقاء نظرة على مدينة هييسان الكورية الشمالية (مقاطعة ريانغانغ).

## فيزا

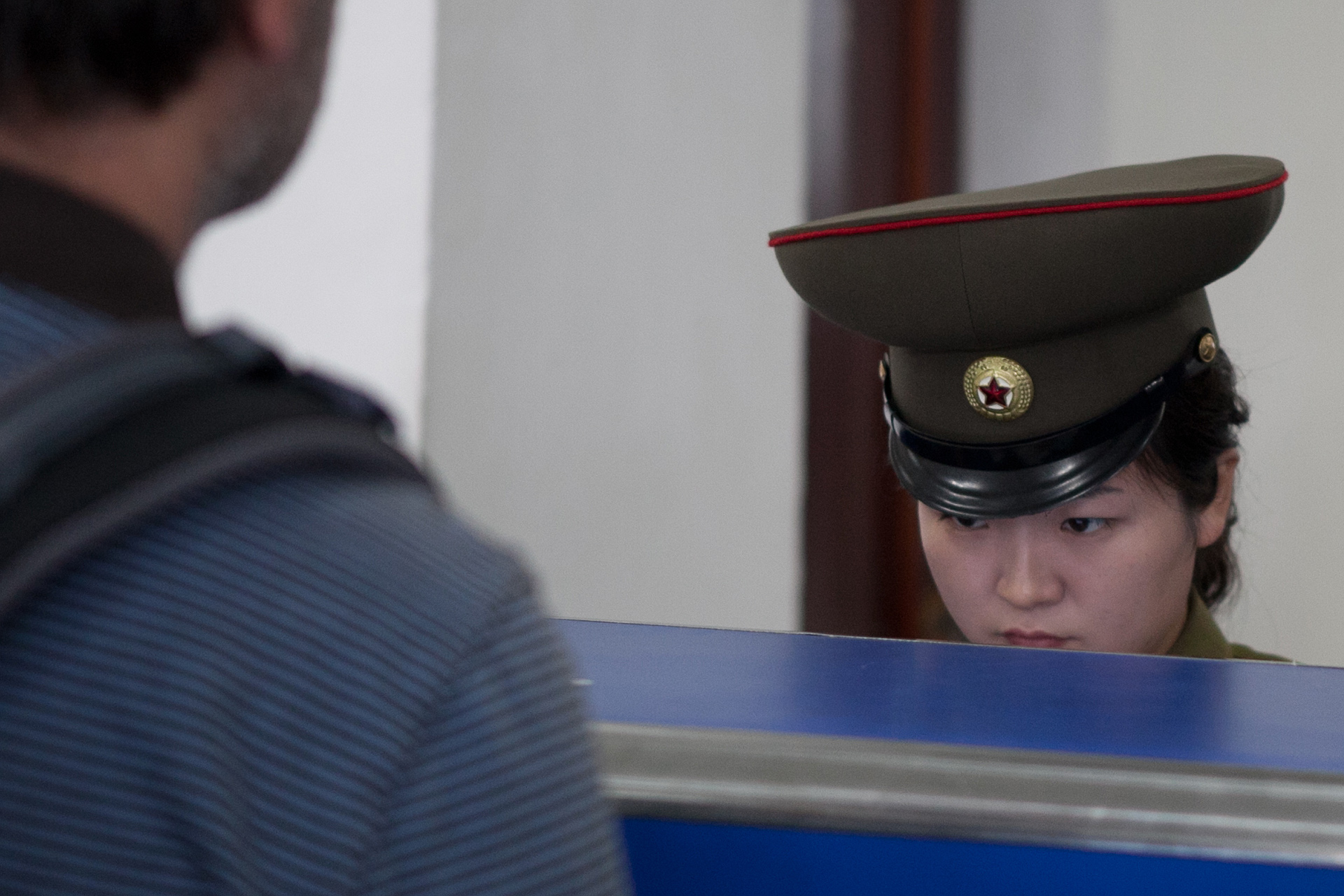
الدخول إلى كوريا الشمالية عبر مطار بيونج يانج سونان الدولي

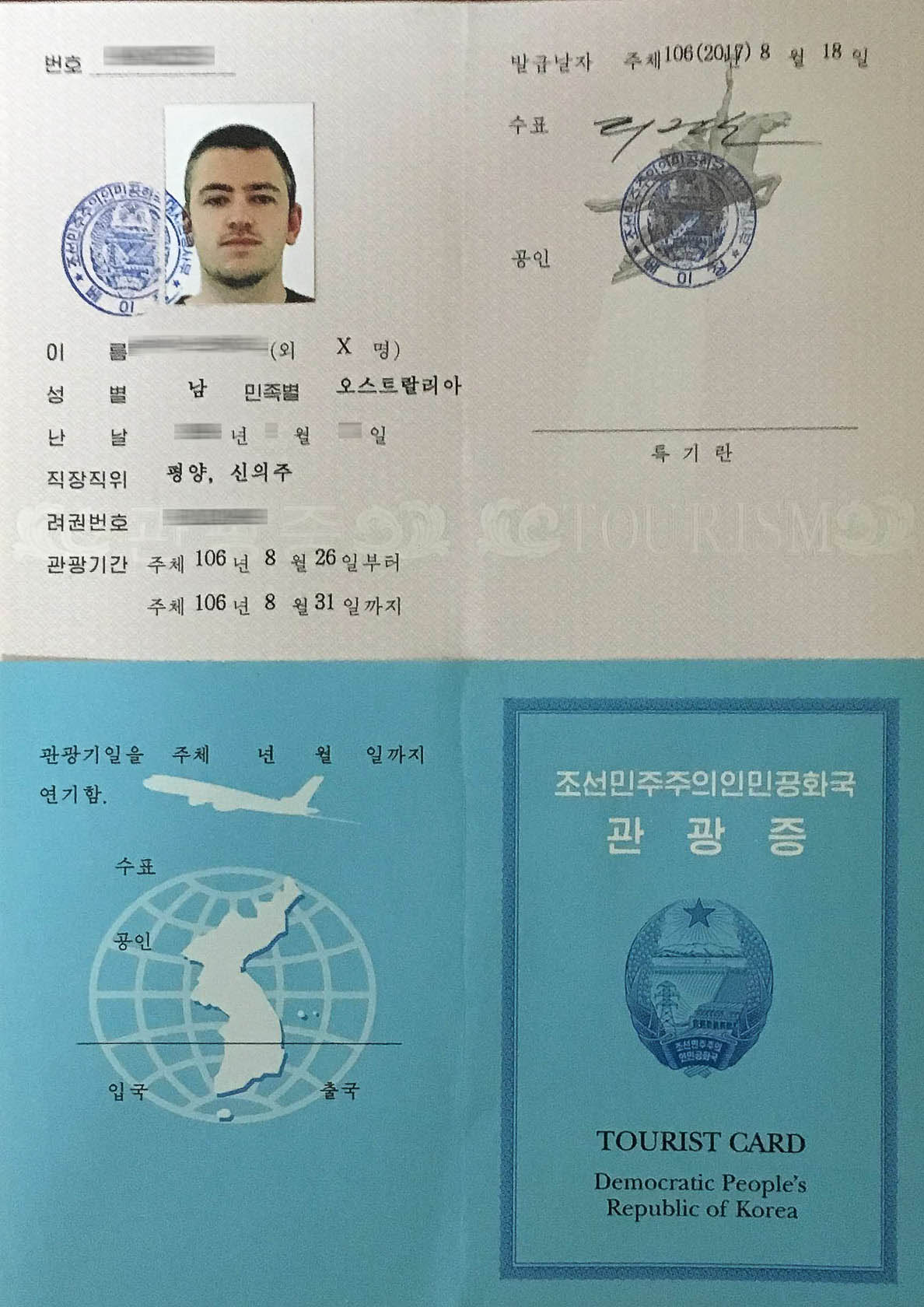
تأشيرة سياحية لكوريا الشمالية على شكل بطاقة سياحية

من حيث المبدأ، يُسمح لأي شخص بالسفر إلى كوريا الشمالية؛ ويُمنع فقط الكوريون الجنوبيون والصحفيون من السفر بشكل روتيني، على الرغم من وجود بعض الاستثناءات للصحفيين. على سبيل المثال، حصل الصحفيون الكرواتيون على تصريح خاص في يونيو/حزيران 2012، على الرغم من مصادرة هواتفهم وإعادتها إليهم عند مغادرتهم، وكان لديهم مرشد سياحي خاص.
اعتبارًا من عام 2024، يجب معالجة التأشيرات من خلال وكلاء مرخصين، على الرغم من أنه وفقًا لموقع chinatours.com، يمكن لأي شخص التقدم بطلب للحصول على تأشيرة شخصيًا في سفارة كوريا الشمالية في بلده الأصلي، إذا كان هناك واحدة؛ لكن الأمر يستغرق وقتًا أطول ويتطلب الذهاب إلى السفارة المذكورة.
تأتي تأشيرة السياحة في شكل ورقة سفر زرقاء مكتوب عليها "بطاقة سياحية" (Korean) ويحمل الاسم الرسمي للبلاد (جمهورية كوريا الشعبية الديمقراطية) باللغتين الإنجليزية والكورية، والذي يتم ختمه من قبل الجمارك الكورية الشمالية بدلاً من جواز السفر. يتم سحب وثيقة السفر عند الخروج من البلاد. يمكن أيضًا إصدار التأشيرة السياحية، بناءً على الطلب، على شكل ملصق مثبت في جواز سفر الزائر. لكن هذا لا يكون ممكنا إلا إذا كانت هناك أي تمثيل دبلوماسي لكوريا الشمالية في بلد الزائر. لا يُسمح للزوار بالسفر خارج مناطق الرحلات المخصصة لهم دون مرشدين كوريين.
قبل عام 2010، لم يكن يُمنح السائحون الذين يحملون جوازات سفر الولايات المتحدة تأشيرات، باستثناء أثناء الألعاب الجماعية مثل مهرجان أريرانغ. كما منح المواطنين الأميركيين والصحفيين والمواطنين من دول أخرى إذنًا خاصًا للدخول كأعضاء في جمعية الصداقة الكورية وبورصة تشوسون. يحتاج مواطنو كوريا الجنوبية إلى إذن خاص من كلا الحكومتين لدخول كوريا الشمالية، وعادة لا يُمنحون مثل هذا الإذن للسياحة العادية إلا في المناطق السياحية المخصصة للكوريين الجنوبيين.
لا يُسمح إلا لعدد صغير من السياح كل عام وتقتصر مدة إقامتهم على بضعة أيام، ويمكن أن يتم ذلك في أي وقت خلال مدة صلاحية التأشيرة، والتي عادة ما تكون ثلاثة أو ستة أشهر (ولكن هذا لا يعني أنه يمكنك البقاء لمدة ثلاثة أو ستة أشهر في كوريا الشمالية).
يمكن للمواطنين الصينيين الراغبين في زيارة مقاطعة تونغريم كسياح الدخول ببطاقة الهوية الصينية فقط لمدة تصل إلى يومين (في عام 2024).
لم يُسمح إلا لمواطني سنغافورة وماليزيا بدخول كوريا الشمالية بجوازات سفر عادية دون تأشيرة؛ ولكن تم إلغاء هذه الإعفاءات لكلا الجنسيتين في فبراير 2017.

## إعادة فتح الحدود للسياحة بعد الوباء

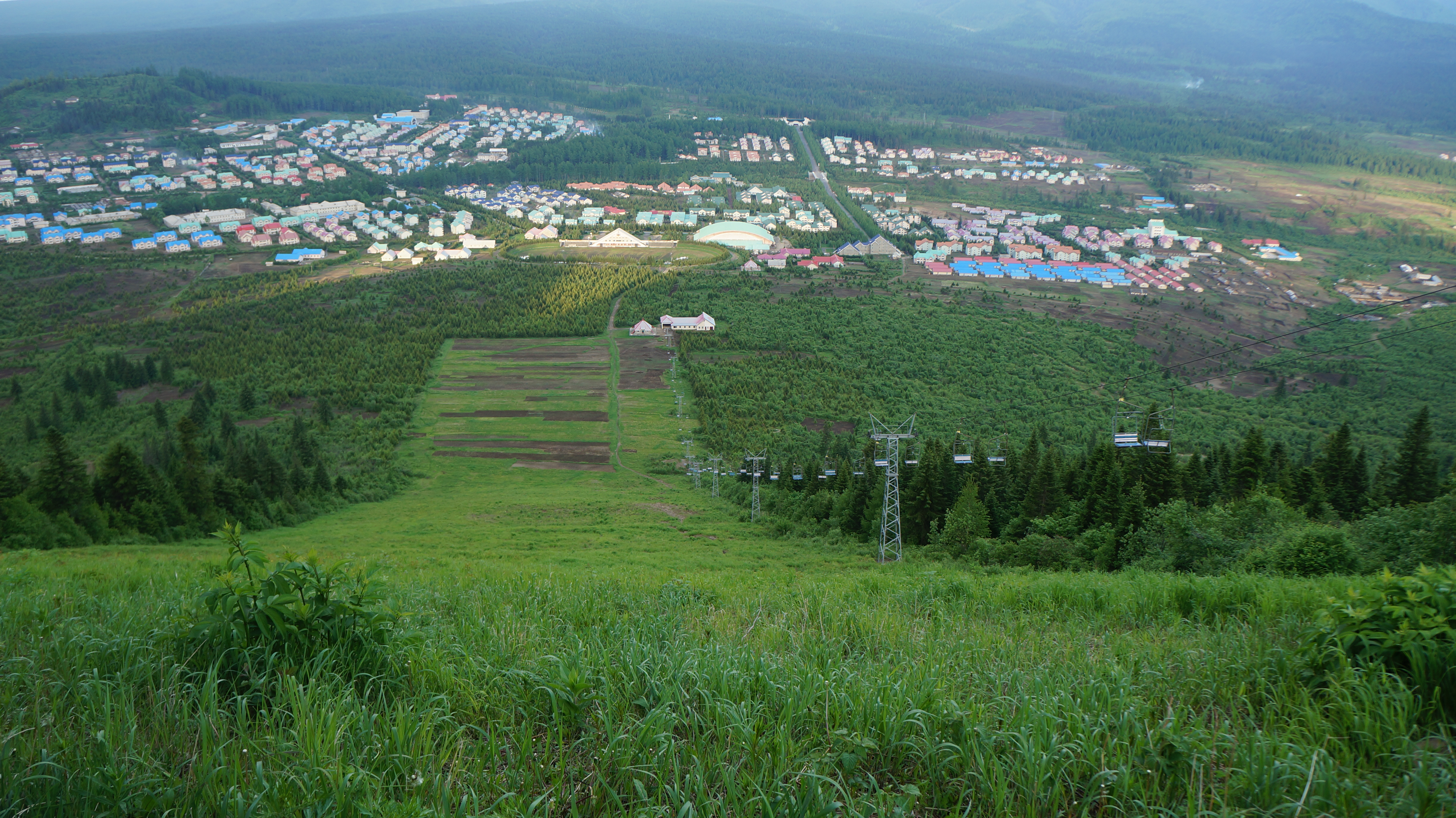
منتجع سامجيون للتزلج، يونيو 2014.

وبسبب ارتفاع حالات الإصابة بفيروس كوفيد-19، قررت حكومة كوريا الشمالية إغلاق حدودها أمام الزوار في يناير 2020.
في يوليو 2023، كانت الوفود الروسية والصينية أول مجموعات أجنبية معروفة تتم دعوتها إلى البلاد منذ إغلاق الحدود في يناير 2020؛ حيث ذهبوا إلى بيونج يانج للاحتفال بالذكرى السبعين لهدنة الحرب الكورية. حوالي يوم 16 أغسطس/آب 2023، عبرت حافلتان محملتان بالركاب من كوريا الشمالية نهر يالو المتاخم للصين، وهبطتا في مدينة داندونغ الصينية. افترض الصحفيون أن الأشخاص الذين كانوا يستقلون تلك الحافلات كانوا رياضيين من كوريا الشمالية في طريقهم إلى العاصمة الكازاخستانية أستانا لحضور بطولة العالم للتايكوندو، ولكن في ذلك العام أقيمت بطولة العالم للتايكوندو من 29 مايو إلى 6 يونيو في باكو. في فبراير 2024، قامت مجموعة أولى مكونة من 100 سائح روسي برحلة مدتها أربعة أيام إلى منتجع ماسيكريونج للتزلج (الذي افتتح في عام 2014)، بالقرب من مدينة وونسان الساحلية الشرقية؛ وجاءت المجموعة في رحلة من فلاديفوستوك إلى بيونج يانج مع شركة طيران إير كوريو. وفي شهري فبراير/شباط ومارس/آذار 2024، سُمح لثلاث مجموعات تضم ما يزيد على 200 سائح روسي بقضاء بعض الوقت في كوريا الشمالية. كما تم التخطيط لرحلتين للمشي لمسافات طويلة إلى كوريا الشمالية خلال العطلات الروسية في مايو 2024. ولكن تم إلغاء جولة واحدة على الأقل مقررة من روسيا بسبب قلة الطلب.
في 14 أغسطس 2024، أعلنت الحكومة عن نيتها فتح حدود البلاد للسياحة الدولية بعد ما يقرب من 5 سنوات، بدءًا من ديسمبر 2024 بمدينة سامجيون التي أعيد تطويرها مؤخرًا، والتي تشتهر بمرافق الرياضات الشتوية وقربها من جبل بايكتو. من غير المعروف إلى أي مدى سوف يتم إعادة فتح كوريا الشمالية ككل.
من فبراير إلى أوائل سبتمبر 2024، زار حوالي 600 سائح روسي كوريا الشمالية، وخاصة العاصمة بيونج يانج، ومدينة راسون الخاصة على الساحل الشرقي بالقرب من روسيا.

## روابط خارجية
- Cadwalladr، Carole (14 فبراير 2010). "Inside North Korea: the ultimate package tour". ذا أوبزرفر. اطلع عليه بتاريخ 2024-10-07.
- "Traveling North Korea - North Korean travel and photography blog". travelingnorthkorea.com. مؤرشف من الأصل في 2013-05-27.
- "DPR Korea Tour - official website of the National Tourism Administration". tourismdprk.gov.kp (بالكورية). Archived from the original on 2019-09-16. Retrieved 2024-10-07.